# Macana
Die Macana (span. Knüppel, auch Block-Club) ist eine Zentral- und südamerikanische Keule und Streitaxt, die von dem Volksstamm der Taíno in verschiedenen südamerikanischen Ländern benutzt wird.

## Geschichte
Die Macana wurden von verschiedenen Kulturgruppen in Südamerika entwickelt. Das früheste Beispiel für die Macana-Waffen ist die Macuahuitl, eine Schlagwaffe der Azteken und Inka (Sprache: Nahuatl), eines vorkolumbianischen Volkes in Südamerika. Die Macuahuitl ist eine schwertartige Keule, in die an beiden Seiten Obsidianschneiden eingefügt sind. Die Macana und die Asháninka-Keule sind zwei der wenigen Keulen aus Südamerika.

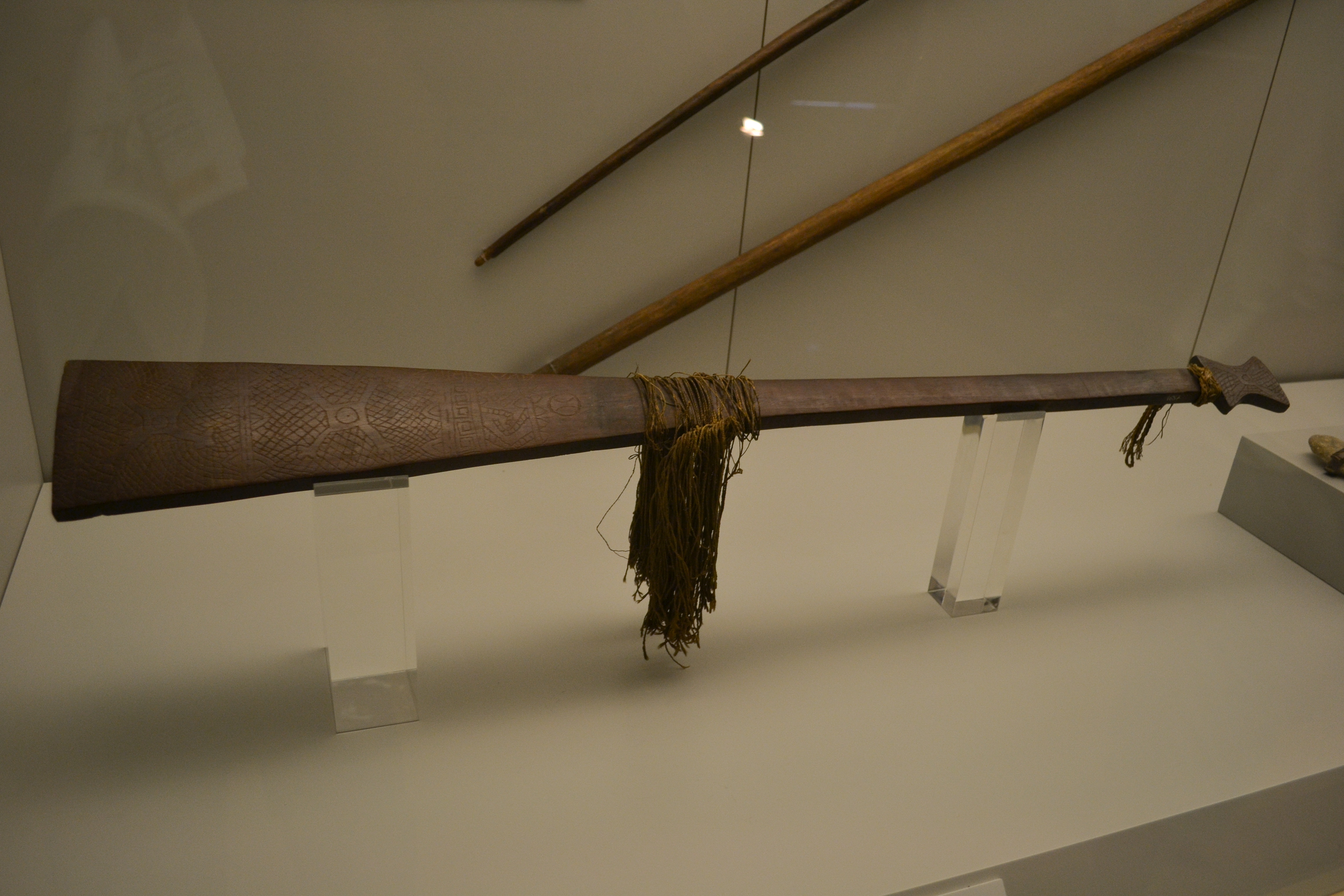
Macana aus Amazonien

## Beschreibung
Die Macana wird aus Hartholz hergestellt. Ein starker Ast oder ein passendes Stück Baumstamm wird so lange bearbeitet, bis es in der Grundform einem Vierkantholz gleicht. Anschließend wird es weiterbearbeitet, so dass es von den Enden her zur Mitte hin dünner zuläuft. Das Griffende (Heft) ist kleiner als das Kopfstück (siehe Zeichnung). Die dünnste Stelle wird mit getrockneten Pflanzenfasern umwickelt (beispielsweise Kokos oder Sisal), um einen besseren Griffigkeit sicherzustellen. Am Kopf der Waffe wird bei vielen Exemplaren eine steinerne Axtklinge mit Hilfe von Baumharz befestigt. Am Griffende wird eine Schnur aus Pflanzenfasern oder Leder angebracht, um sie am Handgelenk zu fixieren.